# 就職商法
就職商法（しゅうしょくしょうほう）とは、就職しようとする人または就職した人に対して、商品を購入させることを目的とした商法である。
商品は、下着、着物などが多い。「求人商法」ともいう。
類似のものに「アルバイト商法」がある。
この商法は、商品を購入させる相手により次の2種類に分類できる。
- 就職しようとする人に商品を購入させるもの

業者が求人情報誌などで求人を行なう。応募者が面接などに行くと、採用する条件等（「条件」でないとしても、実際には拒否し難いことがあろう）として何らかの商品を購入させるもの。
このような場合、いわゆるアポイントメント商法となり、特定商取引法に基いて、クーリングオフできる場合がある。
- 就職した人に商品を購入させるもの

「商品を知って欲しい」などと称して（実態は、事業者と労働者という力関係を背景に）、何らかの商品を購入をさせるもの。このような場合はクーリングオフ不可能であり、さらに事業者と労働者という関係もあるので解決は難しいことが多い。
なお、クーリングオフ不可能であるのは、事業者がその従業者に対して行う販売又は役務の提供に関しては、特定商取引法の規定が適用除外となるからである。（特定商取引法 第26条）